# 橋本シャーン
橋本 シャーン（はしもと シャーン 、1943年 - 2019年8月22日）は、日本の挿絵画家。徳島県海部郡美波町（旧日和佐町）出身。

## 経歴
1973年に新劇俳優から画家、イラストレーターに転向。その後、1979年から1989年までサンフランシスコに滞在。黒人の絵を描く。
1985年、作家の森瑤子との出会いがきっかけで黒人の絵から大人の女性を描いた絵に画風が一変する。1992年には日本橋にある髙島屋で「橋本シャーン・アート展」を開催。その後、池袋にある西武百貨店と銀座プランタンでも開催された。
1993年の森瑤子の没後、淡彩スケッチで新境地を開く。旅のスケッチとエッセイの仕事を中心に、高島屋、朝日新聞、紀伊国屋書店、他、挿絵、ポスター、装画などの仕事多数。エッセイの仕事も多く、週刊読売、サンデー毎日、旅行誌などに連載する。
個展は、東京日本橋・高島屋、銀座プランタン、池袋・西武、川崎BEビル、代官山・ヒルサイドテラス、広島・福屋、ギャラリー新宿高野、徳島そごう、など。1998年に「橋本シャーンのスケッチ教室」開設。
2010年には大谷焼の田村栄一郎との合作をおこなった。
2019年8月22日午前9時21分、胆管癌のため死去。76歳没。

## 著書
- 『スクランブル―男と女の交差点』（1987年、潮出版社）
- 『橋本シャーンのスケッチ旅に出かけよう』（2001年、世界文化社）